# Busto de Pushkin en Járkov
El Busto de Pushkin en Járkov (ucraniano: Па́м'ятник Олекса́ндру Пу́шкіну) es un busto de bronce, con base y pedestal adecuados, que representa al hombre de letras, Alejandro Pushkin (1799-1837).

## Emplazamiento
Se localiza en Járkov, ciudad de habla rusa en el este de Ucrania. El busto fue instalado en mayo de 1904 en el momento en que Járkov era parte del Imperio Ruso. El centenario del nacimiento del poeta en 1899 se celebró con esplendor en todo el Imperio ruso. En Járkov, la calle "Alemán" (улица Немецкая), en el centro de la ciudad, ha sido renombrado calle Pushkin por esta ocasión. Los fondos fueron recaudados para erigir una estatua en Járkov, pero es sólo cinco años después que fue inaugurado por el municipio en 1904.